# Ceramica (bướm đêm)
Ceramica  là một chi bướm đêm thuộc họ Noctuidae.

## Các loài
- Ceramica picta (Harris, 1841)
- Ceramica pisi (Linnaeus, 1758)